# Campeonato Mundial de Ciclocrós de 2020
El LXXI Campeonato Mundial de Ciclocrós se celebró en Dübendorf (Suiza) el 1 de febrero de 2020 bajo la organización de la Unión Ciclista Internacional (UCI) y la Federación Suiza de Ciclismo.

## Medallistas
| Evento    | Oro                                       | Plata                          | Bronce                       |
| --------- | ----------------------------------------- | ------------------------------ | ---------------------------- |
| Masculino | Mathieu van der Poel · Países Bajos       | Thomas Pidcock Reino Unido     | Toon Aerts · Bélgica         |
| Femenino  | Ceylin del Carmen Alvarado · Países Bajos | Annemarie Worst · Países Bajos | Lucinda Brand · Países Bajos |

### Masculino
| Puesto            | Ciclista               | País         | Tiempo   |
| ----------------- | ---------------------- | ------------ | -------- |
| Medalla de oro    | Mathieu van der Poel   | Países Bajos | 1:08:52  |
| Medalla de plata  | Thomas Pidcock         | Reino Unido  | 1:10,:12 |
| Medalla de bronce | Toon Aerts             | Bélgica      | 1:10:37  |
| 4                 | Wout van Aert          | Bélgica      | 1:10:56  |
| 5                 | Laurens Sweeck         | Bélgica      | 1:11:24  |
| 6                 | Michael Vanthourenhout | Bélgica      | 1:12:04  |
| 7                 | Corné van Kessel       | Países Bajos | 1:12:44  |
| 8                 | Tim Merlier            | Bélgica      | 1:13:24  |

### Femenino
| Puesto            | Ciclista                   | País           | Tiempo |
| ----------------- | -------------------------- | -------------- | ------ |
| Medalla de oro    | Ceylin del Carmen Alvarado | Países Bajos   | 45:20  |
| Medalla de plata  | Annemarie Worst            | Países Bajos   | 45:21  |
| Medalla de bronce | Lucinda Brand              | Países Bajos   | 45:30  |
| 4                 | Katherine Compton          | Estados Unidos | 46:20  |
| 5                 | Yara Kastelijn             | Países Bajos   | 46:46  |
| 6                 | Evie Richards              | Reino Unido    | 47:04  |
| 7                 | Eva Lechner                | Italia         | 47:45  |
| 8                 | Ellen Van Loy              | Bélgica        | 48:06  |